# Severo Meza
Severo Meza (Naranjos, Veracruz, 1986. július 9. –) egy mexikói válogatott labdarúgó, aki jelenleg a Dorados de Sinaloa védője. A Monterrey csapatával kétszeres mexikói bajnok és háromszoros CONCACAF-bajnokok ligája-győztes.

## Pályafutása

### Klubcsapatokban
A mexikói bajnokság első osztályában először 2005. május 8-án lépett pályára a Monterrey színeiben, amikor csapata hazai pályán 1–3-as vereséget szenvedett a Tolucától. Ezután tíz évig ugyanebben a csapatban játszott, közel 300 bajnoki mérkőzésen lépett pályára, és két bajnoki cím (2009 Apertura, 2010 Apertura) mellett háromszor megnyerte a CONCACAF-bajnokok ligáját is (2011, 2012, 2013). 2016-tól a Dorados de Sinaloa játékosa.

### A válogatottban
A válogatottban először 25 évesen, 2012. május 27-én lépett pályára egy Wales elleni barátságos mérkőzésen, később több világbajnoki selejtezőn is játszott. Bár szerepelt a 2013-as konföderációs kupára nevezett keretben is, a tornán nem lépett pályára, 2014-től pedig nem került be a nemzeti csapatba sem.

#### Mérkőzései a válogatottban
| Mexikó | Mexikó               | Mexikó                                   | Mexikó     | Mexikó   | Mexikó              | Mexikó       | Mexikó | Mexikó  |
| #      | Dátum                | Helyszín                                 | Hazai      | Eredmény | Vendég              | Kiírás       | Gólok  | Esemény |
| ------ | -------------------- | ---------------------------------------- | ---------- | -------- | ------------------- | ------------ | ------ | ------- |
| 1.     | 2012. május 27.      | New York, MetLife Stadium                | Mexikó     | 2 – 0    | Wales               | barátságos   | 0      |         |
| 2.     | 2012. május 31.      | Chicago, Soldier Field                   | Mexikó     | 2 – 1    | Bosznia-Hercegovina | barátságos   | 0      |         |
| 3.     | 2012. június 3.      | Arlington, Cowboys Stadium               | Mexikó     | 2 – 0    | Brazília            | barátságos   | 0      | 82' 87' |
| 4.     | 2012. június 8.      | Mexikóváros, Estadio Azteca              | Mexikó     | 3 – 1    | Guyana              | vb-selejtező | 0      |         |
| 5.     | 2012. június 12.     | San Salvador, Estadio Cuscatlán          | Salvador   | 1 – 2    | Mexikó              | vb-selejtező | 0      |         |
| 6.     | 2012. augusztus 15.  | Mexikóváros, Estadio Azteca              | Mexikó     | 0 – 1    | Egyesült Államok    | barátságos   | 0      | 88'     |
| 7.     | 2012. szeptember 7.  | San José, Estadio Nacional de Costa Rica | Costa Rica | 0 – 2    | Mexikó              | vb-selejtező | 0      | 36'     |
| 8.     | 2012. szeptember 11. | Mexikóváros, Estadio Azteca              | Mexikó     | 1 – 0    | Costa Rica          | vb-selejtező | 0      |         |
| 9.     | 2012. október 16.    | Torreón, Estadio TSM Corona              | Mexikó     | 2 – 0    | Salvador            | vb-selejtező | 0      |         |
| 10.    | 2013. március 22.    | San Pedro Sula, Estadio Olímpico         | Honduras   | 2 – 2    | Mexikó              | vb-selejtező | 0      |         |
| 11.    | 2013. március 26.    | Mexikóváros, Estadio Azteca              | Mexikó     | 0 – 0    | Egyesült Államok    | vb-selejtező | 0      |         |
| 12.    | 2013. május 31.      | Houston, Reliant Stadium                 | Mexikó     | 2 – 2    | Nigéria             | barátságos   | 0      | 85'     |
| 13.    | 2013. június 4.      | Kingston, Independence Park              | Jamaica    | 0 – 1    | Mexikó              | vb-selejtező | 0      |         |
| 14.    | 2013. június 7.      | Panamaváros, Estadio Rommel Fernández    | Panama     | 0 – 0    | Mexikó              | vb-selejtező | 0      |         |
| 15.    | 2013. augusztus 14.  | New York, MetLife Stadium                | Mexikó     | 4 – 1    | Elefántcsontpart    | barátságos   | 0      | 78'     |
| 16.    | 2013. szeptember 6.  | Mexikóváros, Estadio Azteca              | Mexikó     | 1 – 2    | Honduras            | vb-selejtező | 0      |         |
|        | Összesen             |                                          |            | 16       | mérkőzés            |              | 0      | gól     |